# Gestreept marmerwitje
Het gestreept marmerwitje (Euchloe belemia) is een dagvlinder uit de familie Pieridae, de witjes. De soort komt voor op het Iberisch Schiereiland, voornamelijk in het zuiden, het westen van Noord-Afrika en in het Nabije Oosten. De voorvleugellengte bedraagt 19 tot 22 millimeter. Hij vliegt op een hoogte van 0 tot 1000 meter. De habitat bestaat uit bloemrijke droge open plekken.
De waardplanten komen uit de kruisbloemenfamilie, zoals uit het geslacht Iberis, Sisymbrium en Biscutella. De rupsen eten van de rijpende zaden. De vliegtijd is van februari tot en met mei. De pop overwintert.